# I leoni della guerra
I leoni della guerra (Raid on Entebbe) è un film per la televisione del 1977, diretto da Irvin Kershner.
La pellicola prende spunto dall'operazione Entebbe avvenuta nell'aeroporto della città ugandese tra il 3 ed il 4 luglio 1976. 
Ispirato a fatti realmente accaduti, il film descrive lo spettacolare intervento risolutivo di una squadra speciale dell'esercito israeliano, comandata nella realtà dal fratello del futuro primo ministro israeliano Benjamin Netanyahu, il tenente colonnello Yonatan Netanyahu, unico israeliano caduto durante l'azione.

## Trama
Il 27 giugno 1976, un gruppo di quattro terroristi, due palestinesi e due tedeschi occidentali dirotta un volo partito da Tel Aviv per Parigi e lo fa atterrare a Entebbe, in Uganda. Parte dei passeggeri vengono liberati, perché i palestinesi vogliono trattenere prigionieri solo quelli israeliani od ebrei, un centinaio, minacciandoli di morte. Il pilota francese e l'equipaggio coraggiosamente rifiutano di essere liberati e scelgono di rimanere anch'essi fra gli ostaggi.
Il governo israeliano non intende negoziare con i terroristi, ma facendo leva su Idi Amin Dada (l'allora presidente ugandese) che, pur essendo complice dei terroristi punta alla propaganda, ottiene una dilazione dell'ultimatum e prepara un'azione militare. 
Le forze speciali israeliane arrivano nella notte fra il 3 ed il 4 luglio nell'aeroporto africano, scaricano da un aereo una Mercedes di rappresentanza con cui le teste di cuoio si avvicinano all'edificio dove sono asserragliati i dirottatori, fingendo una visita improvvisa di Idi Amin Dada. Penetrati nell'edificio, i soldati israeliani uccidono tutti i terroristi e, dopo momenti di terrore, liberano finalmente gli ostaggi. Nel conflitto moriranno il tenente colonnello Netanyahu e 4 ostaggi. 

## Produzione
Il film TV è stato interamente girato negli Stati Uniti. Le scene che riguardano sia l'aeroporto di Entebbe sia la base operativa della IAF sono state girate presso lo Stockton Metropolitan Airport di Stockton, California.

## Curiosità
- Ultimo lavoro dell'attore britannico Peter Finch, morto a riprese ultimate.
- Il ritornello, che i commando israeliani cantano mentre l'aereo è in volo per l'Uganda, si chiama “Hine Ma Tov”. Si tratta di un canto religioso ebraico tratto dal salmo 133.

## DVD
Da luglio 2019, è reperibile su DVD (in italiano).